# کینزانگ دورجی
کینزانگ دورجی (انگلیسی: Kinzang Dorji؛ زادهٔ ۱۹ فوریهٔ ۱۹۵۱) یک سیاست‌مدار اهل بوتان است. 